# Condado de Aranda
El condado de Aranda es un título nobiliario aragonés, concedido en 1508 y creado en 1488, por Fernando II de Aragón a Lope Ximénez de Urrea y Centellas (1451-1490), IX señor de Alcalatén y IV vizconde de Rueda. hijo de Lope Ximénez de Urrea y Bardaxí, III vizconde de Rueda y virrey de ambas Sicilias, y casado con Catalina de Híjar y Beaumont. Su nombre se refiere al municipio aragonés de Aranda de Moncayo, en la provincia de Zaragoza. En 1640 Felipe IV añadía al título condal la Grandeza de España al quinto titular, Antonio Ximénez de Urrea y Manrique de Lara.

## Orígenes
En 1366, Pedro IV concedía el vizcondado de Rueda a Francisco Perellós, quien, en 1393, lo vendía a Lope Ximénez de Urrea, muerto en 1475 y enterrado en la iglesia de Épila, por 42 500 florines de oro.
Para tal adquisición en 1394, aparecen en las escrituras de la casa una hipoteca sobre Albalate con un interés del 8,33 % y bajo tutela de los Fueros de Aragón. Hecho primordial para comprender las intrigas posteriores contra la saga, pues los acreedores pidieron la devolución de su préstamo o embargo de Albalate a los fueros Valencianos. A lo que se sumó la disputa entre el hermano del II conde de Aranda, Pedro Manuel de Urrea, señor de Trasmoz y el monasterio de Veruela, al que estaba encomendado el hospital de Añón de Moncayo, lo enfrentaron al castellán de Amposta, de la casa Aragón, duque de Luna y protector de Veruela, de cuya orden era prelado. Ocasionando unos derroteos, esquibos y tensiones económicas, sociales y políticas en aquellas fechas al ir situándose la familia en estatus sociales altos e ir incrementando sus amistades y poder real en la corte.
Además de sembrar una crisis jurisprudencial entre los fueros Aragoneses a los que estaba supeditada la operación financiera del préstamo y deuda del hijo y los fueros Valencianos de los que partía el pago y deuda de la compra, además de la entrada de tropas en auxilio de la familia. La deuda final se disolvió entre operaciones de fuerza política y contactos, para quedar zanjada la disputa con el impago de la deuda.

## Posesiones
La Casa de Aranda poseía terrenos y almas bajo su protección y jurisprudencia en Aragón, Valencia, Cataluña y el Rosellón (por vía materna). Siendo el condado de Aranda en Aragón el que estaba sujeto a mayorazgo, es decir nunca podría disminuir su tamaño cuando fuera heredado, también estaba vetada la venta de sus propiedades.

### Archivo

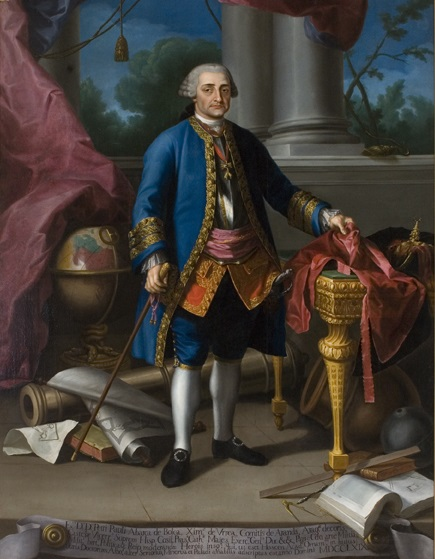
Pedro Pablo Abarca de Bolea y Ximenez de Urrea, X conde de Aranda por Ramón Bayeu (1769, Museo de Huesca).

Para las grandes familias del reino era importante hacer constar por escrito sus tratos nobiliarios y contratos. Así como su historia de linaje, pagos pendientes y deudas. Para con ello llevar cuenta de líneas sucesorias, contabilidad y avales futuros. Es por lo que los archivos familiares eran tomados como tesoros que proteger y aumentar. Para con ello demostrar en posibles conflictos o avales su poderío real y demostrable. Así, los condes de Aranda fueron incrementando y protegiendo su archivo, con inclusiones en el fondo de otros archivos o legajos de familias que por enlaces o herencias su unían a su linaje. Conformando lo que en la actualidad, al unirse dos grandes archivos de casas nobiliarias en uno bajo el amparo de la casa de Híjar, el archivo de la Casa Ducal de Híjar. Uno de los más importantes de Europa, al contar en su gran fondo documental, que se extiende cronológicamente desde el siglo X hasta el primer tercio del siglo XX, siguiendo un hilo conductor que va a parar a la actual duquesa de Alba, XVIII duquesa de Híjar, que lo donó para la consulta pública y la investigación, mediante una excepción fiscal. De modo que se puede conocer una parte de la historia española. Detalle a tener en cuenta es que prácticamente, casi todas las grandes familias nobles hispanas tuvieron contacto en algún momento de su dilatada historia con esta casa.

## Sucesiones

### Sucesión en elestado de Aranda
El más conocido de los condes de Aranda, Pedro Pablo Abarca de Bolea y Ximenez de Urrea, nació dentro de la Casa de Urrea, aunque no en la rama principal ya que tras la muerte de Antonio Ximénez de Urrea, V conde de Aranda, esta se había extinguido y se habían sucedido varios pleitos por la sucesión en el denominado como estado de Aranda.
El primero de estos pleitos falló el 20 de noviembre de 1656 a favor de Pedro Pablo Ximénez de Urrea,tercer nieto de Pedro Manuel quien era el hijo segundón del I conde de Aranda, quien era cabeza de la rama de los señores de la Vilueña se convirtió en el VI conde de Aranda y fue sucedido por su hijo Dionisio Ximénez de Urrea como VII conde de Aranda.
Tras la muerte del VII conde de Aranda sin descendencia masculina se reavivó el pleito, quedando esta vez en manos de su nieto Francisco Ramón Rocafull Ximénez de Urrea, hijo de los condes de Peralada, Antonia Ximénez de Urrea y Zapata y de su marido Manuel de Rocafull y Rocabertí, aunque ya en ese penúltimo pleito se reconocía la idoneidad de Buenaventura Pedro, entonces ya IV marqués de Torres, para suceder al VIII conde en caso de que este falleciera sin descendencia como así ocurrió el 17 de mayo de 1721, apenas diecisiete meses después de convertirse el conde de Aranda.
Tras la muerte del VIII conde se inició otro pleito que a pesar de tener una declaración de idoneidad del marqués de Torres, hizo que no tomara posesión de los estados hasta la sentencia de revista del  5 de mayo de 1723.
La línea sucesoria de los condes fue tumultuosa en los primeros pues existió una disputa y destierro entre hermanos. El conde Miguel disputó con su hermano el título y lo ganó, desterrando a su rival a Trasmoz. Al fallecer el X conde sin descendencia legítima, el título acabó recayendo en los descendientes de la rama exiliada y repudiada, que había estado tejiendo matrimonios que la fortalecieron, uniéndose a las casas de Híjar y Alba.
Pedro Pablo Alcántara Abarca de Bolea y Bermúdez de Castro, IX conde de Aranda, heredó el título por línea femenina. Fue III duque de Almazán, marqués de Torres. Casó con Josefa Pons de Mendoza, II condesa de Robles, baronesa de Sangarrén. Le sucedió su hijo Pedro Pablo Abarca de Bolea y Pons de Mendoza, X conde de Aranda.
El X conde, murió sin descendencia y el título pasó a su hermana, que casó con el duque de Híjar (perteneciendo al condado de Aranda, Épila, Almonacid, Lucena, Berbedel, Salillas, Lumpiaque, Rueda y Urrea) para así pasar el título y sus posesiones a la Casa de Alba, uniendo en sus descendientes dos linajes importantes de la Corona Española y convirtiéndoles en personajes de autoridad en Europa.

## Condes de Aranda
|                                    | Titular                                                 | Periodo                            |
| Creación por Fernando II de Aragón | Creación por Fernando II de Aragón                      | Creación por Fernando II de Aragón |
| ---------------------------------- | ------------------------------------------------------- | ---------------------------------- |
| I                                  | Lope Ximénez de Urrea y Centellas                       | 1488-1490                          |
| II                                 | Miguel Ximénez de Urrea e Híjar                         | 1490-1546                          |
| III                                | Juan Ximénez de Urrea y Álvarez de Toledo               | 1546-1586                          |
| IV                                 | Luis Ximénez de Urrea y Enríquez                        | 1578-1593                          |
| V                                  | Antonio Ximénez de Urrea y Manrique de Lara             | 1593-1654                          |
| VI                                 | Pedro Pablo Zapata Ximénez de Urrea                     | 1654-1681                          |
| VII                                | Dionisio Ximénez de Urrea y Vera de Oriola              | 1681-1693                          |
| VIII                               | Francisco Ximénez Ramón de Urrea y Rocafull             | 1719-1721                          |
| IX                                 | Pedro de Alcántara Abarca de Bolea y Bermúdez de Castro | 1723-1742                          |
| X                                  | Pedro Pablo Abarca de Bolea y Ximenez de Urrea          | 1742-1798                          |
| XI                                 | Pedro de Alcántara Silva Fernández de Híjar             | 1798-1808                          |
| XII                                | Agustín Pedro de Silva y Palafox                        | 1808-1817                          |
| XIII                               | Francisca Javiera de Silva Fitz-James Stuart            | 1817-1851                          |
| XIV                                | José Rafael de Silva Fernández de Híjar y Portugal      | 1851-1863                          |
| XV                                 | Cayetano de Silva Fernández de Córdoba                  | 1863-1864                          |
| XVI                                | Agustín de Silva Bernuy y Valda                         | 1864-1872                          |
| XVII                               | Alfonso de Silva y Campbell                             | 1872-¿?                            |
| XVIII                              | Alfonso de Silva y Fernández de Córdoba                 | 1904-1955                          |
| XIX                                | Cayetana Fitz-James Stuart y Silva                      | 1957-2013                          |
| XX                                 | Alfonso Martínez de Irujo y Fitz-James Stuart           | 2013-actual titular                |